# جورج إيفانز (مدرب كرة سلة)
جورج إيفانز (بالإنجليزية: George Evans)‏ هو مدرب كرة سلة أمريكي، ولد في 18 يونيو 1901 في إلينوي في الولايات المتحدة، وتوفي في 23 نوفمبر 1976 في سان دييغو في الولايات المتحدة.